# Rytisaari (ö i Nellimöjärvi, Enare)
Rytisaari, nordsamiska: Ruáhusuáloi, är en ö i Finland. Den ligger i sjön Nellimöjärvi och i kommunen Enare i den ekonomiska regionen Norra Lappland och landskapet Lappland, i den norra delen av landet, 1 000 km norr om huvudstaden Helsingfors. Öns area är 0,5 hektar och dess största längd är 160 meter i öst-västlig riktning.